# Job crafting
Job crafting, in het Nederlands ook wel baanboetseren genoemd, is een manier waarop een individu zelf zijn baan herstructureert. Dit kan doordat de werknemer aanpassingen aanbrengt in zijn taken of dat er aanpassingen gemaakt worden in de samenwerking. Hierdoor wijzigt het cognitieve beeld dat hij van zijn werk heeft. De specifieke effecten hiervan zijn dat het takenpakket en/of de sociale omgeving verandert. De meer algemene effecten van job crafting zijn dat iemand het werk als meer betekenisvol zal kunnen ervaren en dat iemand zich meer identificeert met de werkzaamheden.

## Definitie
Job crafting bestaat uit de acties die werknemers nemen om hun werk vorm te geven en herdefiniëren. Job crafting houdt in het aanpassen van de grenzen van het werk (zowel fysiek als cognitief), en het aanpassen van de relatie tot het werk. Mensen worden niet gezien als passieve ontvangers van informatie van hun werkomgeving, maar juist actief in het interpreteren van hun werk en daarmee overeenkomstig het vormgeven hiervan. Dergelijke opvattingen zijn niet nieuw en gaan bijvoorbeeld terug op de 'life span development' beweging die in de jaren 80 van de vorige eeuw populair was, bijvoorbeeld toegepast op de werksocialisatie van nieuwe werknemers.
Job crafting kan worden gezien als een specifieke manier van proactief gedrag waarin de werknemer zelf veranderingen initieert op het gebied van taakeisen (job demands) en werkmiddelen (job resources), wat in de socialisatieliteratuur wel bekendstaat als 'moulding' (Feij, 1998). Individuele en werkeigenschappen kunnen eraan bijdragen dat werknemers hun werkzaamheden aanpassen aan hun persoonlijke kennis, kunde en bekwaamheid aan de ene kant en hun behoeften aan de andere kant.

## Nieuwe visie op job design
'Job design' wordt over het algemeen gezien als een 'top down' proces, waarin de organisatie functies creëert en vervolgens kandidaten hiervoor selecteert met de juiste kennis en vaardigheden. 'Job redesign' wordt vaak gezien als een proces waarin de werkgever besluit iets te veranderen in de functie, taken en rol van de individu. Het alternatief is een relatief nieuw perspectief op job redesign bekeken vanaf het niveau van de werknemer. Een werknemer wordt eerst aangenomen voor een baan, en vervolgens past deze zijn functie aan op een manier waarop het beter past bij de mogelijkheden en voorkeuren van de individu. In plaats van dat deze alleen reageert op de functie zoals deze is gemaakt door de organisatie. In deze optiek worden werknemers gezien als zelf verantwoordelijk voor hun werkuitkomsten.
Job crafting is een proces dat vaak niet wordt besproken met de leidinggevende en vaak heeft de leidinggevende de veranderingen niet eens door. Job crafting kan bestaan uit aanpassingen in de functie en taken van een werknemer, zowel op lange als korte termijn.
Aanvankelijk dacht men dat de veranderingen die werknemers maakten in hun werk vooral gebeurden in de eerste periode bij een organisatie, tijdens de socialisatie. Maar het blijkt dat mensen dit blijven doen, ook als ze al langere tijd bij een organisatie werken. Werknemers reageren op veranderingen in hun werksituatie en op veranderingen in het werk zelf.
Job crafting wordt over het algemeen onderzocht door middel van kwalitatief onderzoek. Zoals Wrzesniewski en Dutton een vijftal situatie beschrijven uit eerdere artikelen waarin job crafting voorkomt. En aan de hand hiervan onder andere motivaties voor job crafting, de manieren van job crafting en de effecten van job crafting beschrijven.

## Motivatie voor job crafting
Volgens Wrzesniewski en Dutton komt de motivatie voor job crafting voort uit drie persoonlijke behoeften:
1. Mensen doen aan job crafting om controle uit te kunnen oefenen op hun baan; om vervreemding van het werk tegen te gaan.
2. Mensen zijn gemotiveerd om een positief zelfbeeld te creëren in hun werk.
3. Job crafting bevredigt de basisbehoefte van mensen aan sociaal contact.

Een aantal persoonskenmerken worden in verband gebracht met het ontwikkelen van 'werkgerelateerde zelfsturing', wat een positief effect zou hebben op job crafting. Mensen die veerkrachtig zijn (resilient; hoog besef van coherentie, persoonlijke weerstand en een interne beheersingsoriëntatie/ locus of control), ontwikkelen deze werkgerelateerde zelfsturing. Wat betekent dat ze initiatief tonen, bedachtzaam zijn en onafhankelijk oordelen in hun werk. Dit helpt hen om te gaan met stressoren als uitdagingen in plaats van vervelende psychische druk.

## Manieren van job crafting
De veranderingen die werknemers maken in hun functie door middel van job crafting kunnen opgedeeld worden in drie factoren.
- Task crafting: Werknemers kunnen de manier waarop hun werk is geconceptualiseerd en wordt uitgevoerd naar eigen inzicht aanpassen. De kundigheid (skills) van werknemers heeft hier specifiek effect op. Bijvoorbeeld een magazijnmedewerker die het tot zijn verantwoordelijkheid heeft gemaakt om nieuwe medewerkers rond te leiden en in te werken. Zonder dat dit expliciet van hem wordt verwacht.
- Relational crafting: Het aanpassen hoe vaak en met wie men samenwerkt. Taakdiscretie (of taken met elkaar overlappen) en taakcomplexiteit hebben hier effect op. Bijvoorbeeld schoonmakers in het ziekenhuis die ook oog hebben voor de patiënten en hun bezoekers. En ze zo nu en dan vragen hoe het met ze gaat.
- Cognitive crafting: Aanpassen hoe men waarde en belang hecht en betekenis geeft aan het werk. Taakcomplexiteit heeft effect op cognitive crafting. Bijvoorbeeld kappers die niet alleen haren knippen maar het als een taak zien om mensen zover te krijgen hun levensverhaal te vertellen en empathisch te steunen als iemand ergens mee blijkt te zitten.

Werknemers kunnen hun werk naar eigen inzicht veranderen door bijvoorbeeld een proactieve houding aan te nemen door werkprocedures aan te passen omdat deze niet goed werken, of het voorstellen van innovatieve oplossingen voor problemen op het werk. De meeste van dit soort aanpassingen zijn waardevol voor een organisatie omdat ze de kans op het overleven van veranderingen in werkomgeving vergroten.
Er zijn ook aanpassingen die werknemers in hun werkzaamheden maken die vooral bedoeld zijn om hun eigen werk te verrijken en hun eigen doelen dienen. Een aantal voorbeelden hiervan zijn de aansluiting werk-persoon passender te maken, meer plezier krijgen in het werk, welzijn verbeteren en minder werk-privé-conflict.

## Effecten van job crafting
De effecten van job craften zijn zowel specifiek als algemeen. De specifieke effecten van job crafting zijn op de twee gebieden, veranderingen in hoe het werk eruitziet (job design) en veranderingen in de sociale omgeving van het werk.
Algemene effecten van job crafting zijn veranderingen in de betekenis die werk heeft voor de werknemer. Zodra werknemers naar eigen inzicht hun werk hebben aangepast zullen deze het meer nut zien in de werkzaamheden en het werk anders ervaren. Ook zal de werknemer zich meer identificeren met het werk (work identity).
Zoals hiervoor is beschreven zijn er bepaalde effecten van job crafting die betrekking op de organisatie en effecten die vooral effect hebben voor de werknemer zelf. Over het algemeen is job crafting een positief proces. Zo heeft job crafting een positief effect op werkbetrokkenheid, werktevredenheid, veerkracht/ flexibiliteit en welzijn.

## Praktische implicaties
Voor werknemers kan job crafting een goede manier zijn om de motivatie te verhogen en andere positieve werkuitkomsten. Werknemers zouden dan ook aangemoedigd moeten worden om meer positieve invloed uit te oefenen op de eigenschappen van hun werkzaamheden. Of job crafting positief is voor organisaties hangt af van de specifieke veranderingen die werknemers initiëren. Job crafting kan leiden tot hogere motivatie en effectiviteit bij werknemers. Maar een werknemer moet dan niet al te veel op zijn eigen behoeften gericht zijn. Aan de werkgever is de taak om medewerkers wel vrij te laten om meer productief, gemotiveerd en tevreden te zijn, door deze te laten jobcraften, zonder dat dit ten koste gaat van het beleid en de planning van de organisatie.